# 大同镇 (武安市)
大同镇，是中华人民共和国河北省邯郸市武安市下辖的一个乡镇级行政单位。

## 行政区划
大同镇下辖以下地区：
大同村、小屯村、沙沟村、兰村、儒教村、贾里店村、张里店村、新里店村、王里店村、南冯昌村、北冯昌村、马会村、营里村、西通乐村、东通乐村、西马项村、东马项村、罗义北庄村、罗义南庄村、罗义东庄村和南通乐村。